# Mário Gardelli
Mario Gardelli, né en 1908 à São Paulo, est un ancien arbitre brésilien de football, qui a officié internationalement jusqu'en 1952.

## Carrière
Il a officié dans des compétitions majeures : 
- Copa América 1949 (5 matchs[3])
- Coupe du monde de football de 1950 (1 match)